# Стеблі
Стеблі́ — село в Україні, у Колодяжненській сільській громаді Ковельського району Волинської області. Населення становить 295 осіб.

## Історія
У 1906 році село Любитівської волості Ковельського повіту Волинської губернії. Відстань від повітового міста 15 верст, від волості 12. Дворів 109, мешканців 646.
До 8 жовтня 2016 року село підпорядковувалось Скулинській сільській раді.

## Населення
Згідно з переписом УРСР 1989 року чисельність наявного населення села становила 339 осіб, з яких 143 чоловіки та 196 жінок.
За переписом населення України 2001 року в селі мешкало 295 осіб.

### Мова
Розподіл населення за рідною мовою за даними перепису 2001 року:
| Мова       | Кількість | Відсоток |
| ---------- | --------- | -------- |
| українська | 293       | 99.32%   |
| російська  | 1         | 0.34%    |
| білоруська | 1         | 0.34%    |
| Усього     | 295       | 100%     |

## Відомі люди
- Степанюк Олександр Тимофійович — керівник Білоруського окружного та Житомирського окружного проводів ОУН, лицар Срібного хреста заслуги УПА.